# Institut Florimont
 (avril 2009).
- Si vous ne connaissez pas le sujet, laissez ce bandeau (vous pouvez alors contacter les auteurs).
- Si vous supprimez le contenu mis en cause (vous pouvez préalablement contacter les auteurs),

argumentez précisément cette suppression dans la page de discussion
(un manque de référence n'est pas un argument ; une recherche réelle de référence doit avoir été effectuée, être formellement documentée).
L'Institut Florimont est une école privée située au Petit-Lancy, près de Genève.

## Histoire
L'Institut Florimont a été fondé en 1905 par la Congrégation des Missionnaires de Saint François de Sales, il est dirigé depuis 1995 par des laïcs. Le comité de direction entretient une étroite collaboration avec la congrégation religieuse qui demeure propriétaire de l'Institut et veille à ce que ses grandes orientations soient respectées.
L'Institut Florimont se définit comme une école privée catholique, ouverte à des élèves de toute confession, mixte, une école de la vie qui dispense un enseignement complet du jardin d'enfants aux portes de l’Université. 

## École
En 2022, l'école accueille plus de 1600 élèves et toutes les classes sont mixtes.
- Jardin d'enfants dès 3 ans
- Classes enfantines et primaires
- Classes secondaires
- Préparation à la Maturité Suisse
- Préparation au Baccalauréat Français
- Préparation au Baccalauréat international
- Camp d'été & Flo-Vacances

## Pédagogie
L'Institut Florimont propose aux enfants de 3 à 18 ans un parcours scolaire complet. Les quatre sections : maternelle, primaire, secondaire et secondaire II sont présentes. Par ailleurs, Florimont est une école francophone, mais forte en langues. Plusieurs langues sont enseignées, dont l'anglais, l'allemand, le chinois, l'espagnol...
Depuis 2014, des classes bilingues sont introduites dans la section cycle et depuis 2020 il est possible de faire toute sa scolarité, de la maternelle (jardin d'enfants) à la terminale, en filière bilingue. Enfin, l'Institut donne la possibilité d'intégrer la section baccalauréat français, maturité fédérale, maturité gymnasiale (depuis 2014) et le baccalauréat international. Florimont compte également depuis 2021 une filière Art/Sport qui propose des horaires aménagés afin de permettre à ses élèves de conjuguer leurs activités sportives ou artistiques avec leurs études.

## Installations

### Ouvertes au public
- Stade de Lancy-Florimont : trois terrains de football homologués (synthétique) ;
- Terrain d'athlétisme homologué.

### Privées
- Un laboratoire STEAM - Science, Technology, Engineering, Arts, Mathematics (Fab lab) ;
- Un four à céramique ;
- Salle de gymnastique ;
- Salle polyvalente avec scène de théâtre ;
- Salle d’escrime ;
- Salle de judo.

## Élèves célèbres
L'association des anciens élèves de Florimont (AAEF) a été fondée en 1920 afin de soutenir la mission pédagogique et spirituelle de l'Institut Florimont. De nombreuses personnalités ont suivi leurs études à Florimont, dont :
- Ernesto Bertarelli
- Charles Bosson
- Pascal Décaillet
- Louis de Diesbach de Belleroche
- John Dupraz
- Dominique Warluzel
- Jean-Philippe Maitre
- Christophe Lambert
- Louis Monier
- Joachim Havard de la Montagne
- Alain Morisod
- Constant Rey-Millet
- Benjamin de Rothschild
- Victor-Emmanuel de Savoie
- Dominique de La Rochefoucauld-Montbel